# Гантимурова, Наталья Сергеевна
Ната́лья Серге́евна Гантиму́рова (род. 14 августа 1991 года, Пласт, СССР) — российская модель, победительница всероссийского конкурса красоты «Мисс Россия 2011».

## Биография
Родилась в Челябинской области. По отцу происходит из тунгусского княжеского рода Гантимуровых. Мать, Светлана Гантимурова, урождённая Носырева, — дочь руководителя компании «Южуралзолото» и сестра вдовы Сергея Маркидонова — депутата Государственной Думы I созыва от Читинской области (1993—1995).
В 19 лет стала победительницей национального конкурса «Мисс Россия 2011». Gолучила корону победительницы, а также 100 000 $ от генерального партнёра конкурса. После победы стала принимать участие в различных благотворительных акциях. Например, в апреле 2011 года она поддержала благотворительную акцию организации «Добрая Планета» в помощь детям-сиротам и детям-инвалидам.
Готовилась к участию в конкурсе «Мисс Вселенная 2011». 12 сентября, в день проведения конкурса, не попала в число финалисток.
Приняла участие в конкурсе «Мисс Мира 2011», прошедшем 7 ноября в Лондоне, на котором заняла 20-е место.